# 1. HFK Olomouc
1. HFK Ołomuniec – czeski klub piłkarski mający swoją siedzibę w Ołomuńcu, w Czechach. Aktualnie uczestniczy w rozgrywkach czeskiej 2. ligi (stan na sezon 2006/07).